# 怒江山茶
怒江山茶（学名：Camellia saluenensis），又名怒江红山茶，为山茶科山茶属的植物，是中国的特有植物。分布于中国大陆的云南等地，生长于海拔1,300米至2,800米的地区，常生长在常绿阔叶林中或针阔混交林中，目前尚未由人工引种栽培。